# 오대륙
오대륙(呉大陸, 1993년 9월 3일~)은 대한민국의 축구 선수이다.

## 구단 경력
파지아노 오카야마와 계약한 J2리그에서 기회를 얻지 못하고 4시즌 동안 리저브팀어새 뛰다가 2016년 1월, 블라우블리츠 아키타로 이적을 결정했다.